# Linchamentos
Linchamentos é uma série documental brasileira produzida pelo PlayPlus, serviço de streaming da RecordTV. Os episódios retratam crimes brutais ocorridos no Brasil provocados por boatos ou notícias falsas.

## Enredo
Estima-se que mais de 1,5 milhão de pessoas tenham participado de ações de justiça nas ruas. Há pelo menos dois linchamentos por dia no Brasil.
Em julho de 2015, Cledenilson Pereira Silva, de 29 anos, foi amarrado a um pilar e espancado até a morte por moradores da comunidade Jardim São Cristóvão, no estado do Maranhão, após uma tentativa de assalto. No dia 3 de maio de 2014, Fabiane Maria de Jesus deu uma fruta que acabara de comprar para uma criança de sua comunidade no Guarujá, no litoral de São Paulo. Isso foi suficiente para desencadear uma série de ataques de pelo menos cem pessoas, levando à sua morte com apenas 33 anos. Fabiane foi linchada porque foi confundida com um sequestrador de crianças que perambulava pela região.
O congolês Moïse Kabagambe é um refugiado que morava no Brasil desde os 11 anos. Ele trabalhava em um quiosque na praia da Barra da Tijuca, no Rio de Janeiro. Em 24 de janeiro, ele foi espancado até a morte à beira-mar ao cobrar três diárias de trabalho que ainda não havia sido recebido. Câmeras de segurança capturaram o linchamento. As imagens chocantes foram transmitidas para todo o mundo. Quando Moïse era atacado, pessoas caminhavam e bebiam cervejas perto do local, aparentemente alheias à brutalidade.

## Prêmios e indicações
| Ano  | Prêmio                        | Categoria                     | Indicado     | Resultado |
| 2023 | 51º Emmy International Awards | Melhor Série de Curta Duração | Linchamentos | Indicado  |